# Carlo Cristofori
Carlo Cristofori (Viterbo, 5 gennaio 1813 – Roma, 30 gennaio 1891) è stato un cardinale italiano.

## Biografia
Nacque a Viterbo il 5 gennaio 1813.
Papa Leone XIII lo elevò al rango di cardinale nel concistoro del 27 luglio 1885.
Morì il 30 gennaio 1891, all'età di 78 anni, a causa di una malattia polmonare. 